# Еліс (фільм)
«Еліс» — кінофільм режисера Вуді Аллена, що вийшов на екрани в 1990 році.

## Зміст
Багата, нудьгуюча, схиблена на магазинах мешканка Мангеттена мріє познайомитися з Матір'ю Терезою. Егоїстичний чоловік постійно їй зраджує. Але тут життя раптово і назавжди міняється, коли вона потрапляє до доброї і таємничої людині зі Сходу, яка має чудодійні здібності аж до гіпнозу.

## Ролі
| Актор          | Роль                |
| -------------- | ------------------- |
| Міа Ферроу     | Еліс Тейт           |
| Рейчел Майнер  | 12-річна Еліс Тейт  |
| Вільям Герт    | Даг Тейт            |
| Джо Мантенья   | Джо                 |
| Блайт Даннер   | Дороті, сестра Еліс |
| Джун Сквібб    | Гільда              |
| Голланд Тейлор | Гелен               |
| Джуді Девіс    | Віккі               |
| Алек Болдвін   | Ед                  |
| Гвен Вердон    | мати Еліс           |
| Кей Люк        | доктор Янг          |
| Джулія Кавнер  | декоратор           |
| Керолайн Аарон | Сью                 |
| Боб Балабан    | Сід Московіц        |
| Ель Макферсон  | модель              |

## Нагороди та номінації
- 1990 - премія Національної ради кінокритиків США за найкращу жіночу роль (Міа Ферроу).
- 1991 - номінація на премію «Оскар» за найкращий оригінальний сценарій (Вуді Аллен).
- 1991 - номінація на премію «Золотий глобус» за найкращу жіночу роль у комедії або мюзиклі (Міа Ферроу).
- 1991 - номінація на премію Гільдії сценаристів США за найкращий оригінальний сценарій (Вуді Аллен).
- 1992 - номінація на премію «Сезар» за найкращий зарубіжний фільм (Вуді Аллен).

## Знімальна група
- Режисер — Вуді Аллен
- Сценарист — Вуді Аллен
- Продюсер — Роберт Грінхат, Джозеф Хартвік, Чарльз Х. Джофф